# لئاندر
لئاندر (به یونانی: Λαοκόων) در اسطوره‌های یونان، عاشق هرو کاهنه معبد آفرودیته است.
به علت کاهنه بودن هرو، این دو حق ازدواج نداشتند. بنابراین عشق‌شان را پنهان داشتند. لئاندر هر شب شناکنان خود را به هرو می‌رساند و هرو با روشن کردن چراغی راهنمایی‌اش می‌کرد. یک شب زمستانی چراغ خاموش شد و لئاندر غرق گشت، صبح روز بعد جسدش را در ساحل پیدا کردند. هرو نیز خود را از برجی به زیر انداخت و کشت.